# Tephrosia rufula
Tephrosia rufula är en ärtväxtart som beskrevs av Leslie Pedley. Tephrosia rufula ingår i släktet Tephrosia och familjen ärtväxter. Inga underarter finns listade i Catalogue of Life.